# Excommunication

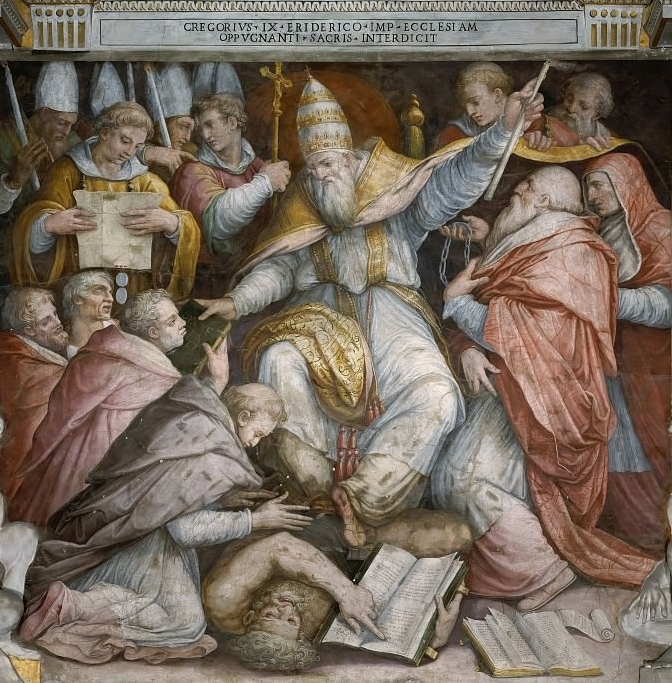
Le pape Grégoire IX excommunie l'empereur Frédéric II de Hohenstaufen, fresque de Vasari, 1573, Sala Regia, palais du Vatican.

 (octobre 2022).
L'excommunication (du latin ecclésiastique ex-communicare, « mettre hors de la communauté ») est une exclusion pratiquée dans certaines confessions chrétiennes.

## Caractéristiques
L'excommunication vise à exclure de l'Église les membres qui ont des comportements ou des enseignements contraires aux croyances ou à la discipline d'une communauté chrétienne. Lors d'une excommunication, l'Église ne se prononce pas sur le salut d'une personne. L'excommunié est « remis entre les mains de Dieu ». Elle a pour objectif de protéger de ses dérives les membres de l’Église, et de permettre au fautif de reconnaitre son erreur et de se repentir.

## Origines
Le Nouveau Testament évoque l'excommunication comme une pratique juive qui consiste à exclure un croyant de la synagogue. La conception chrétienne va plus loin : l'Église des chrétiens n'est pas conçue seulement comme une communauté de fidèles, mais aussi comme étant le corps du Christ. L'excommunication chrétienne est mentionnée dans divers passages du Nouveau Testament :
- Matthieu 18,15-17 : « Si ton frère a péché, va et reprends-le entre toi et lui seul. S'il t'écoute, tu as gagné ton frère. Mais, s'il ne t'écoute pas, prends avec toi une ou deux personnes, afin que toute l'affaire se règle sur la déclaration de deux ou de trois témoins. S'il refuse de les écouter, dis-le à l'Église ; et s'il refuse aussi d'écouter l'Église, qu'il soit pour toi comme un païen et un publicain. »
- Matthieu 18,18 : « Je vous le dis en vérité, tout ce que vous lierez sur la terre sera lié dans le ciel, et tout ce que vous délierez sur la terre sera délié dans le ciel. »
- 1 Corinthiens 5,1-5 : « On entend dire généralement qu'il y a parmi vous de l'impudicité, et une impudicité telle qu'elle ne se rencontre pas même chez les païens ; c'est au point que l'un de vous a la femme de son père. Et vous êtes enflés d'orgueil! Et vous n'avez pas été plutôt dans l'affliction, afin que celui qui a commis cet acte fût ôté du milieu de vous ! Pour moi, absent de corps, mais présent d'esprit, j'ai déjà jugé, comme si j'étais présent, celui qui a commis un tel acte. Au nom du Seigneur Jésus, vous et mon esprit étant assemblés avec la puissance de notre Seigneur Jésus, qu'un tel homme soit livré à Satan pour la destruction de la chair, afin que l'esprit soit sauvé au jour du Seigneur Jésus. »
- 1 Timothée 1,18-20 : « Le commandement que je t'adresse, Timothée, mon enfant, selon les prophéties faites précédemment à ton sujet, c'est que, d'après elles, tu combattes le bon combat, en gardant la foi et une bonne conscience. Cette conscience, quelques-uns l'ont perdue, et ils ont fait naufrage par rapport à la foi. De ce nombre sont Hyménée et Alexandre, que j'ai livrés à Satan, afin qu'ils apprennent à ne pas blasphémer. »

## Catholicisme

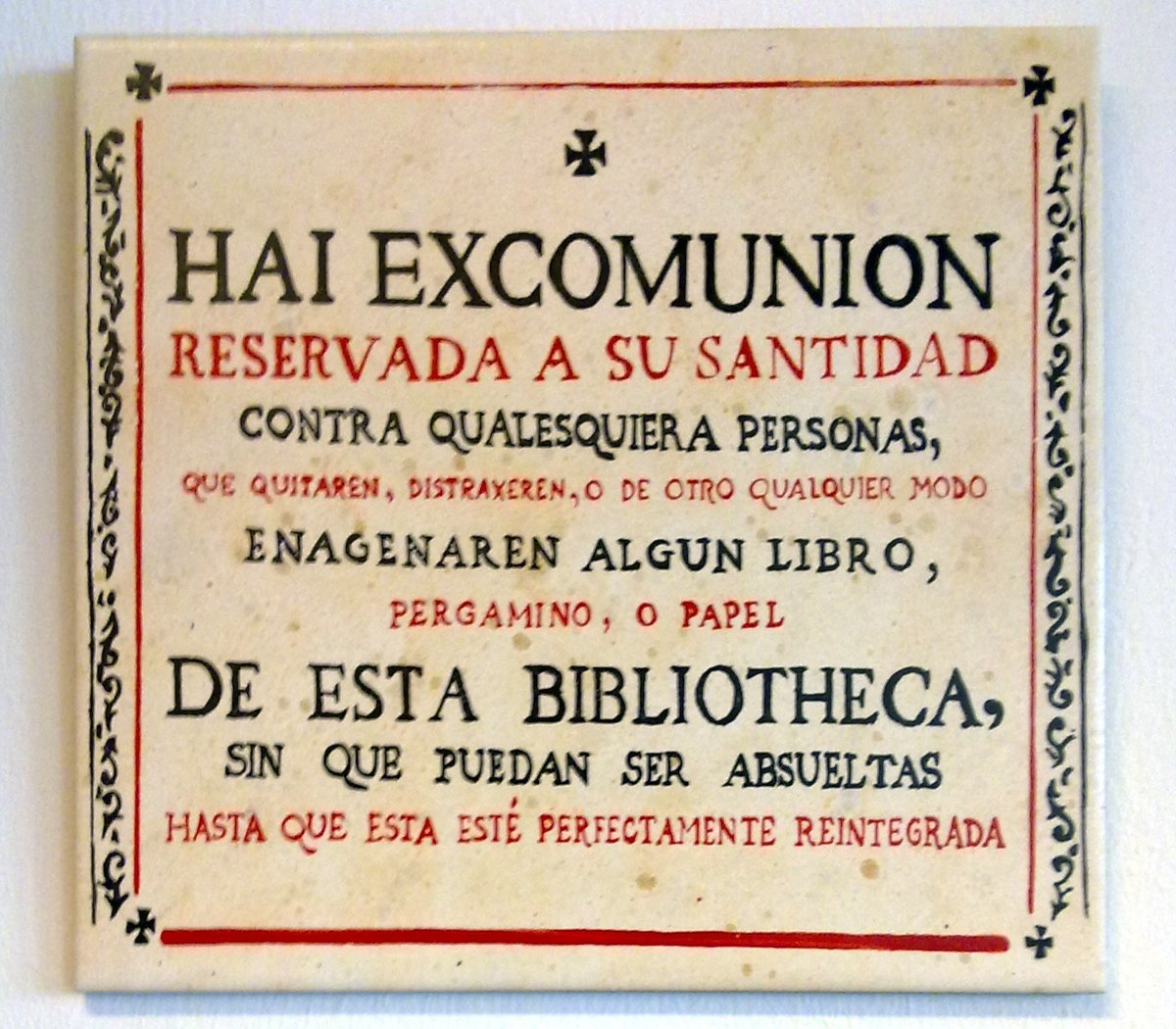
Décret d'excommunication pontificale contre toute personne ayant volé un livre à la bibliothèque de l'université de Salamanque, sans possibilité d'absolution jusqu'à restitution de l'ouvrage subtilisé.

Dans l'Église catholique, l'excommunication est une sanction pénale appartenant, comme l'interdit et la suspense, à la catégorie des « censures » ou peines « médicinales » (par opposition aux peines expiatoires, dites aussi autrefois vindicatives). Cette sanction, seulement pour de très sérieux motifs, est la plus grave des peines canoniques. Elle exclut la possibilité de recevoir les sacrements et l'exercice de certains actes ecclésiastiques.
Comme telle, elle a pour but premier le repentir et la réparation dans le cadre d'une demande de levée de l'excommunication, car toute indulgence est irrecevable tant que l'âme du baptisé a subi l'excommunication, ceci conformément au canon 996 §1 du Code de droit canonique de 1983 (CDC) qui dispose que « Pour être capable de gagner des indulgences, il faut être baptisé, non excommunié et en état de grâce, au moins à la fin des œuvres prescrites ». À l'instar de l'ensemble des peines canoniques, elle ne fait pas l'objet d'une définition dans le Code de droit canonique de 1983. Celui de 1917 la décrit comme « l'exclusion de la communion des fidèles » (canon 2257 §1) : l'excommunié n'est pas exclu de l'Église, mais de la communion in sacris (ou pleine communion), c'est-à-dire de la participation aux biens spirituels qui dépendent de la juridiction de l'Église, c'est-à-dire les sacrements.
L'excommunié reste baptisé catholique et revient dans la pleine communion dès l'absolution, ou levée de la peine, sans avoir à être reçu ladite pleine communion une nouvelle fois.

### Types d'excommunication
On distingue deux types d'excommunication (can. 1314) :
- ferendæ sententiæ : excommunication qui ne frappe pas le coupable tant qu'elle n'a pas été intimée par une décision judiciaire ou administrative ;

- latæ sententiæ : excommunication encourue du fait même de la commission du délit (le droit canonique doit prévoir expressément ces cas).

L'excommunié ne peut dès lors plus célébrer et recevoir les sacrements et sacramentaux ni remplir des offices ecclésiastiques, ministères et charges, ni poser des actes de gouvernement (can. 1331).
Ces effets sont aggravés quand l'excommunication est notoire, c'est-à-dire qu'elle a fait l'objet d'une décision judiciaire ou administrative dans le cas d'une excommunication ferendæ sententiæ ou d'une déclaration quand elle est latæ sententiæ (can. 1332). Contrairement à la suspense, ces effets sont indivisibles.
La levée d'une excommunication ferendæ sententiæ se fait exclusivement par l'autorité l'ayant prononcée (can. 1355-1).

### Excommunicationlatæ sententiæ
Le Code de droit canonique de 1983 prévoit l'excommunication latæ sententiæ pour différents délits :
- l'apostasie (can. 316 & 1364), définie au can. 751 comme « le rejet total de la foi chrétienne » ;
- le schisme (can. 316 & 1364), défini au can. 751 comme « le refus de soumission au Pontife Suprême ou de communion avec les membres de l’Église qui lui sont soumis » ;
- l'hérésie, (can. 316 & 1364), définie au can. 751 comme « la négation obstinée, après la réception du baptême, d’une vérité qui doit être crue de foi divine et catholique, ou le doute obstiné sur cette vérité » ;
- la violence physique contre le pape (can. 1370) ;
- l'absolution par le prêtre « complice d'un péché contre le sixième commandement du Décalogue », c'est-à-dire d'une personne ayant librement commis avec ce prêtre un tel péché contre la chasteté[5] (Can. 1384) sauf danger de mort du pénitent (Can. 977) ;
- une consécration aux fins sacrilèges ou une profanation affectant des espèces consacrées (Can. 1382) ;
- tenter de célébrer l'eucharistie ou d'administrer la confession sans être prêtre, de même que tenter de conférer l'ordre sacré à une femme (Can. 1379) ;
- la consécration épiscopale sans mandat pontifical : l'excommunication frappe l'évêque consécrateur ainsi que celui qui a été ordonné (Can. 1387) — la situation canonique de Marcel Lefebvre, Emmanuel Milingo ou Pierre Martin Ngo Dinh Thuc est une illustration de ce cas ;
- la violation directe du secret de la confession par le prêtre, ainsi que l'interprète le cas échéant (can. 1386);
- l'avortement advenu : l'excommunication touche celui qui participe de manière directe ou indirecte à l'acte d'avortement[6] (can. 1397 § 2). Une facilité de levée d'excommunication en faveur de l'âme de la mère a été apportée par le pape François subséquemment à sa lettre apostolique Misericordia et misera[7] du 20 novembre 2016 qui concède à tous les prêtres la faculté d’absoudre le péché d’avortement à la mère sincèrement repentante ;
- la promotion politique ou médicale de l'avortement impliquant un péché grave persistant, le catholique incriminé demeure dès lors entaché d'excommunication[8] y compris après sa confession aux fins de demande de levée d'excommunication dès lors qu'il persiste dans ce péché grave comme prévu aux dispositions du Canon 915 du CDC[9] ;
- dans le motu proprio Normas Nonnullas, Benoît XVI prescrit que celui qui violerait le secret du conclave serait excommunié latæ sententiæ[10],[11] ;
- la simple inscription à une association maçonnique ou toute autre appartenance à la franc-maçonnerie étant interdite par l'Église, la cause d'excommunication latæ sententiæ reste inchangée comme prévu aux dispositions de la bulle pontificale fulminée par le pape Clément XII, In eminenti apostolatus specula, datée de 1738, qui trouve sa traduction du code de droit canonique de 1917 (can. 2335)[12]. En effet, le 26 novembre 1983, la Congrégation pour la doctrine de la foi explique que l'absence de mention expresse des associations maçonniques dans le code de droit canonique de 1983 ne relève en aucune manière d'une quelconque dérogation, cette absence de mention tenant au seul fait que ces associations maçonniques sont désormais incluses de manière généralisée dans des catégories plus larges, le dicastère confirmant le caractère particulièrement turpide d'une telle affiliation, les catholiques dans cette situation se trouvant dans un état de péché grave, ne pouvant dès lors plus accéder à la sainte communion. Le pape Jean-Paul II a approuvé et ordonné la publication de cette déclaration[13]. Le fond substantiel en a été confirmé et étayé le 15 novembre 2023 sous l'autorité du pape François dont la déclaration a exprimé les motifs essentiels d'excommunication : un tropisme vers le naturalisme, l’anticléricalisme, le laïcisme et le relativisme doctrinal, le tout sous couvert d'un secret d'appartenance maçonnique, la mission de l'Église étant au contraire de préserver l'esprit évangélique de ne rien cacher, sinon pour être manifesté[14].

Dans tous les cas, conformément au droit pénal de l'Église, le délit doit être effectivement imputable à la personne.
Les peines subséquentes à l'excommunication s'articulent par des interdictions et une répression affectant l'âme du baptisé, à savoir que si les grâces, faveurs et bénédiction attachées à la protection spirituelle de l'Église sont d'office entachées de nullité et d'entrave à leur réception, l'âme de l'excommunié étant même devenue hermétique aux indulgences (canon 996 §1), l'Église ne préjuge toutefois pas de la protection que Dieu continuerait éventuellement à réserver au baptisé incriminé de bonne foi qui se résoudrait à cheminer de manière repentante afin d'attirer à lui la miséricorde de Dieu aux fins de levée de l'excommunication, à condition que le repentant ait abandonné de manière ferme et définitive son état de péché grave permanent subséquemment à une situation prévue au CDC de 1983, telle l'hérésie, l'apostasie, la promotion de l'avortement, l'adhésion à une association maçonnique, l'apologie d'œuvres ou mouvement schismatique, etc.
Les interdits les plus notoires de la peine d'excommunication, jusqu'à sa possible levée selon les cas, et si le repentir témoigne d'un retour solide, définitif et sincère à la foi catholique sont, entre autres, l'interdiction de recevoir tous les sacrements et y compris de prendre part à une célébration eucharistique, etc. (can. 1331).
La levée d'une excommunication latæ sententiæ est beaucoup plus complexe. Si le Siège apostolique, c'est-à-dire le souverain pontife, se réserve la rémission de certains délits tels la profanation des espèces consacrées, la violence contre la personne du pape, l'absolution du complice, la consécration épiscopale sans mandat pontifical et la violation directe du secret de la confession, l'excommunication latæ sententiæ relative aux autres délits peut quant à elle être levée par un évêque pour les fidèles de son diocèse, ou par tout évêque dans la confession (can. 1355-2). Toutefois, lorsque l'état de péché grave s'avère être d'une telle nature qu'il perdurera après la confession de manière permanente dans le temps (par exemple : hérésie, apostasie, promotion de l'avortement ou adhésion à une association maçonnique, etc), une confession épiscopale aux fins de levée d'excommunication serait d'office entachée de nullité car elle ne relèverait dès lors que d'un simulacre, l'Église ne pouvant ni tromper Dieu, ni se tromper elle-même dans la dispensation intime du pardon des péchés qui présuppose la conversion véritable qu'il opère dans la conscience, sauf à nier la réalité du péché et de son pardon, excluant ainsi la foi sacrée en la puissance du Saint-Esprit, cette autosuffisance induisant à un glissement vers la commission du péché contre le Saint-Esprit.
En de rares circonstances, le pouvoir de levée d'excommunication latæ sententiæ est parfois délégué aux prêtres en cas de danger de mort du pénitent (Can. 976) ou à la suite d'un avortement de la mère pénitente, ce dernier point relevant d'une avancée récente du droit de la femme via la lettre apostolique Misericordia et misera du pape François, facilité spirituelle qui ne concerne toutefois que la mère repentante dès lors que l'avortement ainsi pardonné à la mère résultera d'un péché unique dans le temps. Naturellement, est exclue de ce nouveau dispositif facilitateur l'âme d'un Catholique qui se trouve dans un état de péché grave de promotion de l'avortement puisque son péché perdure dans le temps, une confession épiscopale aux fins de levée d'excommunication dans un tel cas n'étant qu'un simulacre dans la mesure où le repentir ne saurait être sincère puisque son état de péché grave perdurera après la confession devant l'Ordinaire, un tel état de péché grave persistant dans le temps étant prévu aux dispositions du canon 915 du CDC.

### Mariage
Concernant le sacrement du mariage, un catholique divorcé vivant en union libre ou remarié civilement n'est pas excommunié d'office. En revanche, l'Église considère qu'il ne peut communier ; de même, le divorcé remarié ou vivant en union libre ne peut être absous par le sacrement de pénitence, car l'absolution requiert un repentir sincère et une ferme intention de s'amender, condition qui ne peut être remplie tant que le second mariage civil ou l'union existe.
De ce fait, sans être formellement excommunié, le sacrement du mariage étant indissoluble, le catholique qui n'a pas obtenu la nullité du mariage ne peut plus ni célébrer ni recevoir les autres sacrements et sacramentaux, ni même remplir des offices ecclésiastiques, ministères et charges, ni poser des actes de gouvernement - de même que son conjoint.

### Moyen Âge occidental
Quelques excommuniés au Moyen Âge :

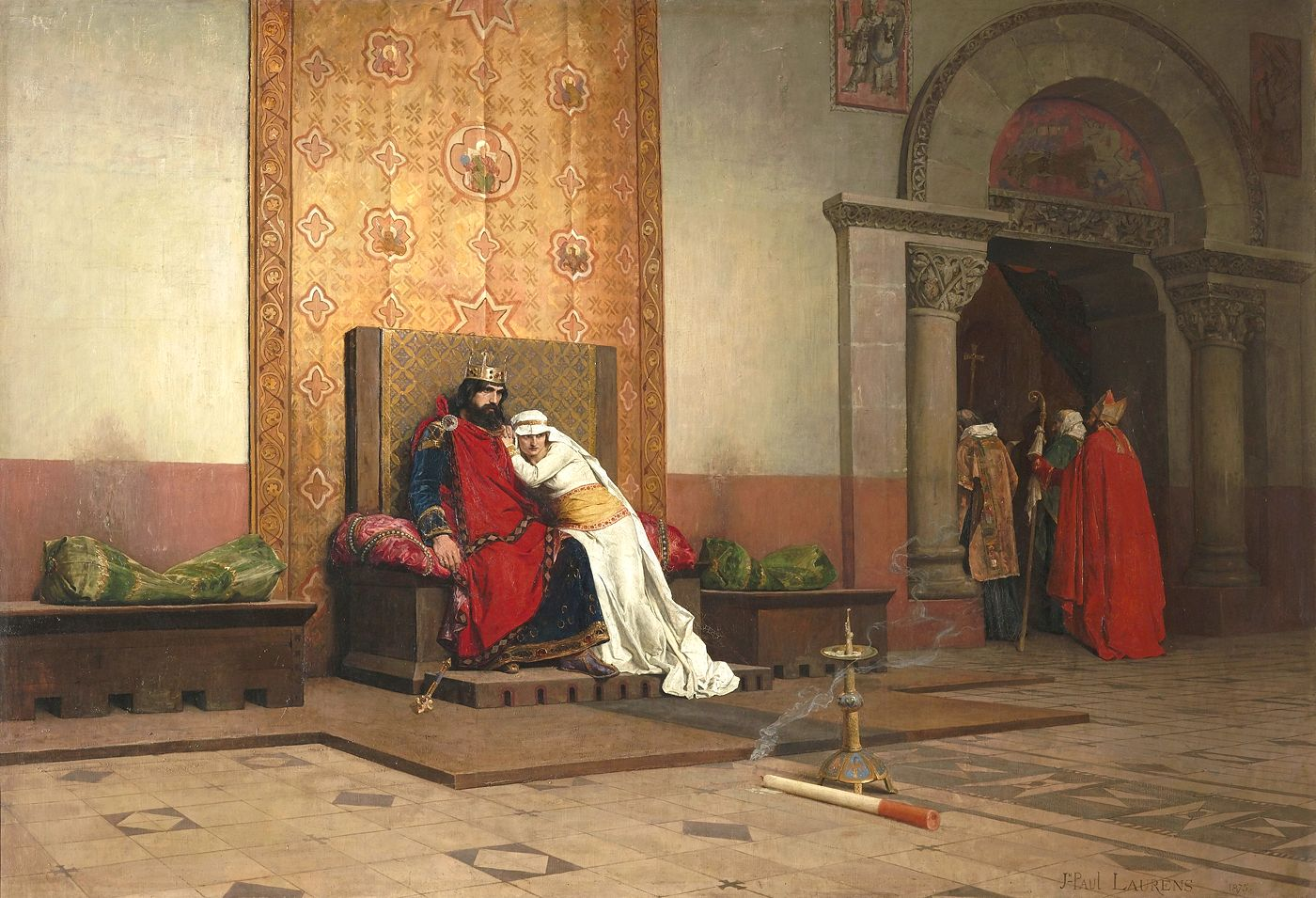
L'Excommunication de Robert le Pieux par Jean-Paul Laurens, 1875 (musée d'Orsay). L'épisode est en fait légendaire.

- l'empereur Henri IV (XIe siècle), au cours de la Querelle des Investitures ;
- son fils Henri V, excommunié dans les mêmes circonstances ;
- l'empereur Frédéric II (XIIIe siècle), deux fois excommunié ;
- le roi de France Philippe Ier à la suite de son deuxième mariage avec Bertrade ;
- Philippe IV le Bel a été menacé d'excommunication dans le conflit avec Boniface VIII, mais le pape n'a jamais fulminé la censure.
- Guillaume de Nogaret a été excommunié à la suite de l'attentat manqué contre le pape Boniface VIII (attentat d'Anagni) par son successeur Benoit XI ;
- Louis VII.

## Christianisme orthodoxe
Dans l’Église orthodoxe, l’excommunication est une exclusion de l’Eucharistie. Elle ne rejette pas hors de l’Église et n’a pas le même caractère de gravité que dans l’Église de Rome. L’excommunication peut être prononcée pour des raisons mineures, par exemple si quelqu’un ne s'est pas confessé au cours de la dernière année, ou à titre temporaire dans le cadre d'une pénitence.
Un autre mode d'exclusion est l'anathème, qui est réservé aux cas d’hérésie grave et persistante.
C'est seulement en 1965 que l’excommunication mutuelle entre les Églises catholique et orthodoxe a été levée par le pape Paul VI et le patriarche Athénagoras.

## Protestantisme
Dans le protestantisme, les églises luthériennes appliquent une petite excommunication qui consiste à priver de communion un membre et une grande excommunication qui consiste à une exclusion complète de l’Église.
Dans les mouvements chrétiens évangéliques adhérant à la doctrine de l’Église de professants, l'excommunication est utilisée en dernier recours par les confessions chrétiennes et les églises pour les membres qui ne veulent pas se repentir de croyances ou de comportements en contradiction avec la confession de foi de la communauté,.